# Pentidotea gracillima
Pentidotea gracillima is een pissebed uit de familie Idoteidae. De wetenschappelijke naam van de soort is voor het eerst geldig gepubliceerd in 1854 door Dana.